# Asparagus
Asparagus es un género con unas 400 especies descritas de plantas angiospermas de la familia Asparagaceae. 

## Generalidades
El género Asparagus pertenece a la familia Asparagaceae de las Liliaceae, y posee numerosas especies nativas de África, Asia y Europa.
El género incluye una gran variedad de formas vivas, adaptadas a hábitats desde selva tropical a semidesierto. Muchas son plantas trepadoras. Las diferencias de aspecto se deben a su adaptación a las comunidades y los ecosistemas en que se producen. Los procesos ecológicos y evolutivos las mantienen en constante cambio y adaptación todavía. La mayoría son dispersadas por aves.
Producen semillas esféricas o subesféricas de 4-7 mm de diámetro dentro de una baya esférica, de 4,5-10 mm de diámetro de color rojo.
Se desarrollan fundamentalmente en las regiones templadas y subtropicales, siendo plantas herbáceas perennes o subarbustos dioicos, trepadores y espinosos. Muchas especies, particularmente de África, fueron incluidas en géneros distintos, como Protasparagus y Myrsiphyllum . Sin embargo, forman parte de estas especies cambiadas como respuesta al medio. Las especies de este género varían desde hierbas armadas con nombres vernáculos tales como "garra de gato" y "no te muevas" n bietjie" (literalmente, "espera un poco").
En Canarias y Madeira, varias especies (Asparagus umbellatus Asparagus scoparius, etc.) crecen en el hábitat húmedo denominado laurisilva y han preservado la forma original de las hojas. En el clima más seco del Mediterráneo, el género Asparagus ha evolucionado desde el Terciario a formas espinosas adaptadas a la sequía.
La vistosidad del follaje, viene muchas veces de modificaciones de las ramas. La mayoría de especies realiza la fotosíntesis en los tallos, llamados phylloclados, cladofilos o cladodios solitarios, los tallos son filiformes o escuamiformes de 2-9 × 0,3-0,5 mm, al no tener hojas verdaderas, ya que las hojas quedan reducidas a escamas. 
Son plantas dioicas, con flores masculinas y femeninas en plantas separadas. Tienen flores actinomorfas, unisexuales, hermafroditas o polígamas, con pedicelos articulados y solitarias o dispuestas en umbelas o racimos.
Posee 6 tépalos libres o unidos en la base y 6 estambres filamentosos, filiformes o aplanados.
El ovario es unicarpelar con 2 o más óvulos por lóculo.
La mayoría de especies poseen raíces tuberosas con numerosos tubérculos translúcidos de forma elipsoidal.
Tradicionalmente, se han empleado algunas especies como alimento, sobre todo los brotes jóvenes, aunque muchas de ellas se cultivan como plantas ornamentales en maceta.
Especies como Asparagus setaceus están finamente ramificadas. Las especies más populares son Asparagus plumosus, Asparagus densiflorus, Asparagus sprengeri, Asparagus officinalis, Asparagus schoberioides y Asparagus cochinchinensis.

## Taxonomía
El género fue descrito por Carlos Linneo  y publicado en Species Plantarum 1: 313–314. 1753.

### Etimología
Asparagus: nombre genérico que proviene del griego: "a" como partícula negativa y "speirs" como semilla; se refiere a que se puede multiplicar por vía vegetativa.

## Especies seleccionadas
- Asparagus abyssinicus Hochst. ex A.Rich.
- Asparagus acicularis F.T.Wang & S.C.Chen
- Asparagus acutifolius L.
- Asparagus aetnensis Tornab.
- Asparagus africanus Lam.
- Asparagus aggregatus (Oberm.) Fellingham & N.L.Mey.
- Asparagus albus (L.) Thunb.
- Asparagus altissimus Munby
- Asparagus asparagoides (L.) Druce
- Asparagus buxbaumius Gueldenst. ex Ledeb.
- Asparagus densiflorus (Kunth) Jessop
- Asparagus horridus L.f. ex Murr.
- Asparagus maritimus L.
- Asparagus macrorrhizus Pedrol
- Asparagus officinalis L.
- Asparagus plumosus Baker =  Asparagus setaceus (Kunth) Jessop
- Asparagus setaceus (Kunth) Jessop
- Asparagus sprengeri Regel
- Asparagus virgatus